# 小行星6464
小行星6464（英語：6464 Kaburaki）是一颗围绕太阳公转的小行星。1994年2月1日，串田嘉男、村松修在八之岳发现了此天体。
这颗小行星的绝对星等为11.32498等。